# Waxholmsbolaget
Waxholms Ångfartygs AB, communément appelée Waxholmsbolaget, est une compagnie maritime suédoise.

## Présentation
Waxholmsbolaget appartient au comté de Stockholm et elle est responsable du transport public maritime dans l'archipel de Stockholm et dans le Värtahamnen.
La compagnie, financée principalement par l'impôt, a transporté environ 4,3 millions de voyageurs en 2003, couvrant une zone s'étendant d'Arholma au nord de l'archipel jusqu'à Landsort au sud.
L'entreprise a été fondée en 1869.
La société possède 20 bateaux de l'archipel et quatre bateaux pour la ligne de traversiers de Djurgårdsfärjan.
L'exploitation des 60 navires de l'archipel est organisée par Waxholmsbolaget et assurée par plusieurs entreprises, dont certaines exploitent également leurs propres navires pour le compte de Waxholmsbolaget.
Waxholmsbolaget possède trois navires culturels et historiques du début du XXème siècle.
Ces navires fonctionnent régulièrement au printemps, en été et en automne

## Flotte actuelle
La flotte actuelle appartenant au Waxholmsbolaget comprend trois navires classiques, neuf traversiers renforcés contre les glaces, huit traversiers rapides et quatre traversiers pour le service de traversiers urbains de Djurgården.

### Traversiers classiques
| Nom         | Const. | Description | Image | Réf.  |
| ----------- | ------ | ----------- | ----- | ----- |
| MV Västan   | 1900   |             |       | [ 4 ] |
| SS Storskär | 1908   |             |       | [ 5 ] |
| SS Norrskär | 1910   |             |       | [ 6 ] |

### Traversiers renforcés contre les glaces
| Nom        | Const. | Description | Image | Réf.   |
| ---------- | ------ | ----------- | ----- | ------ |
| Solöga     | 1978   |             |       | ,      |
| Vindöga    | 1978   |             |       | ,      |
| Waxholm I  | 1983   |             |       | ,      |
| Waxholm II | 1983   |             |       | ,      |
| Söderarm   | 2004   |             |       | ,      |
| Sandhamn   | 2004   |             |       | ,      |
| Dalarö     | 2005   |             |       | ,      |
| Nämdö      | 2009   |             |       | ,      |
| Gällnö     | 2010   |             |       | ,      |
| Yxlan      | 2018   |             |       | [ 20 ] |

### Traversiers rapides
| Nom        | Const. | Description | Image | Réf. |
| ---------- | ------ | ----------- | ----- | ---- |
| Skärgården | 1978   |             |       | ,    |
| Roslagen   | 1979   |             |       | ,    |
| Värmdö     | 1990   |             |       | ,    |
| Vånö       | 1991   |             |       | ,    |
| Väddö      | 1992   |             |       | ,    |
| Viberö     | 1993   |             |       | ,    |
| Vaxö       | 1993   |             |       | ,    |
| Saxaren    | 1999   |             |       | ,    |